# Askar Askarov
Askar Askarov (Khasavyurt, 9 de outubro de 1992) é um lutador russo de artes marciais mistas, atualmente competindo no peso mosca do Ultimate Fighting Championship.

## Vida Pessoal
Askarov nasceu surdo, e apesar de sua audição ter melhorado com os anos, ele consegue ouvir apenas 20% do que a maioria das pessoas. Ele representou a Rússia no time nacional de wrestling para surdos.

## Carreira no MMA

### Inícios
Askarov fez sua estreia no MMA profissional em Julho de 2013.
Em 2016, ele se tornou o primeiro campeão peso mosca do  ACB ao derrotar José Maria Tomé por finafinalização no quinto round. Ele defendeu o cinturão duas vezes contra Anthony Leone e Rasul Albaskhanov antes de vagar o cinturão pra assinar com o UFC.

### Ultimate Fighting Championship
Askarov fez sua estreia no UFC contra Brandon Moreno no UFC Fight Night: Rodríguez vs. Stephens. A luta terminou empatada na decisão dos juízes.
Em sua segunda luta na organização, Askarov enfrentou Tim Elliott em 18 de janeiro de 2020 no UFC 246: McGregor vs. Cowboy. Askarov venceu por decisão unânime.
Askarov enfrentou Alexandre Pantoja no UFC Fight Night: Figueiredo vs. Benavidez 2 em 18 de julho de 2020. Ele venceu por decisão unânime.

## Cartel no MMA
| Cartel no MMA   |             |           |
| 15 lutas        | 13 vitórias | 1 derrota |
| Por nocaute     | 3           | 0         |
| Por finalização | 7           | 0         |
| Por decisão     | 3           | 1         |
| Empates         | 1           | 1         |

| Res.    | Cartel | Oponente            | Método                                 | Evento                                                               | Data       | Round | Tempo | Local             | Notas                                                 |
| ------- | ------ | ------------------- | -------------------------------------- | -------------------------------------------------------------------- | ---------- | ----- | ----- | ----------------- | ----------------------------------------------------- |
| Vitória | 13-0-1 | Joseph Benavidez    | Decisão (unânime)                      | UFC 259: Blachowicz vs. Adesanya                                     | 06/03/2021 | 3     | 5:00  | Las Vegas, Nevada |                                                       |
| Vitória | 12-0-1 | Alexandre Pantoja   | Decisão (unânime)                      | UFC Fight Night: Figueiredo vs. Benavidez 2                          | 18/07/2020 | 3     | 5:00  | Abu Dhabi         |                                                       |
| Vitória | 11-0-1 | Tim Elliott         | Decisão (unânime)                      | UFC 246: McGregor vs. Cowboy                                         | 18/01/2020 | 3     | 5:00  | Las Vegas, Nevada |                                                       |
| Empate  | 10-0-1 | Brandon Moreno      | Empate (dividido)                      | UFC Fight Night: Rodríguez vs. Stephens                              | 21/09/2019 | 3     | 5:00  | Cidade do Mexico  | Estreia no UFC.                                       |
| Vitória | 10-0   | Rasul Albaskhanov   | Finalização (guilhotina)               | ACB 86                                                               | 05/05/2018 | 2     | 1:59  | Moscou            | Defendeu o Cinturão Peso Mosca do ACB.                |
| Vitória | 9-0    | Anthony Leone       | Finalização (twister)                  | ACB 58                                                               | 22/04/2017 | 3     | 2:41  | Khasavyurt        | Defendeu o Cinturão Peso Mosca do ACB.                |
| Vitória | 8-0    | José Maria Tomé     | Finalização (estrangulamento anaconda) | ACB 48                                                               | 22/10/2016 | 5     | 1:57  | Moscou            | Ganhou o Cinturão Peso Mosca do ACB]]; Luta da Noite. |
| Vitória | 7-0    | Ruslan Abiltarov    | Finalização (mata leão)                | ACB 38                                                               | 20/05/2016 | 2     | 1:37  | Rostov-on-Don     | Finalização da Noite.                                 |
| Vitória | 6-0    | Marcin Lasota       | Nocaute (socos)                        | ACB 29                                                               | 06/02/2016 | 2     | 3:35  | Warsaw            |                                                       |
| Vitória | 5-0    | Kirill Medvedovsky  | Finalização (mata leão)                | ACB 22                                                               | 12/09/2015 | 3     | 3:56  | São Petersburgo   |                                                       |
| Vitória | 4-0    | Vyacheslav Gagiev   | Nocaute Técnico (socos)                | ACB 17                                                               | 02/05/2015 | 2     | 1:56  | Grozny            |                                                       |
| Vitória | 3-0    | Elvin Abbasov       | Finalização (chave de braço)           | GEFC: Lights of Baku 2                                               | 15/02/2014 | 2     | 3:45  | Baku              |                                                       |
| Vitória | 2-0    | Kvanzhakov Kantemir | Nocaute Técnico (socos)                | Sparta Martial Arts Club: Team Sosnovy Bor vs. Team Leningrad Oblast | 08/12/2013 | 1     | 2:14  | Leningrad         |                                                       |
| Vitória | 1-0    | Shamil Amirov       | Finalização (mata leão)                | Liga Kavkaz: Grand Umakhan Battle                                    | 07/07/2013 | 2     | 2:05  | Khunzakh          | Estreia nos Moscas.                                   |